# 페인턴

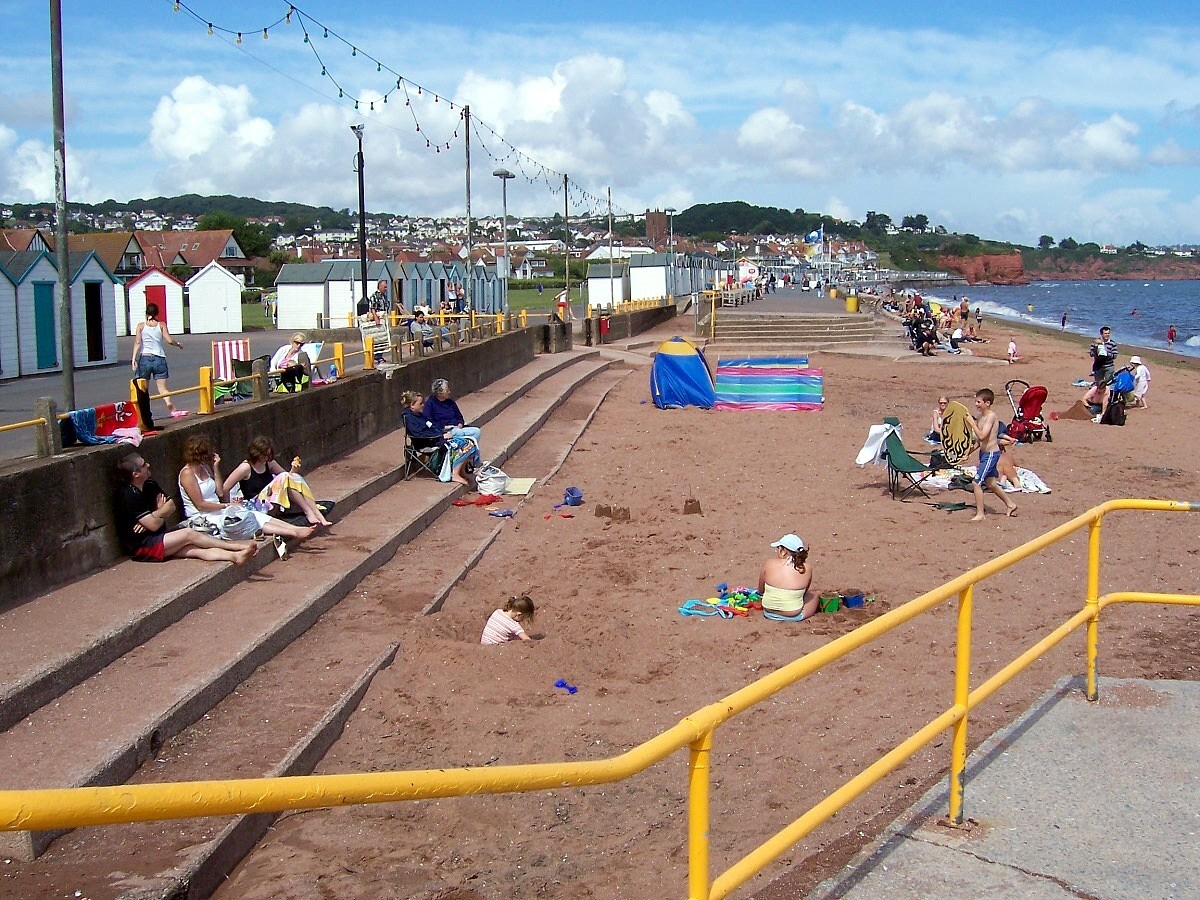
페인턴

페인턴(영어: Paignton)은 잉글랜드 데번주 연안에 위치한 도시로 인구는 49,021명(2011년 기준)이다.